# Behavior Genetics
Behavior Genetics è una rivista scientifica bimestrale sottoposta a revisione paritaria e pubblicata dalla Springer Science+Business Media. Essa tratta “la ricerca sull'ereditarietà del comportamento” ed è la rivista ufficiale della Behavior Genetics Association. 
La rivista è stata fondata nel 1971 ed aveva Steven G. Vandenberg come redattore capo. Gli è succeduto Jan Bruell (1978-1986). Ogni anno, il comitato editoriale seleziona per l'Editors' Choice Award un articolo notevole pubblicato nel volume dell'anno precedente della rivista. Quest'ultimo viene premiato con “1000 dollari e una bottiglia di buon vino” e una menzione nella rivista. Tale premio è stato istituito in onore di David Fulker, ex presidente della Behavior Genetics Association (1982) ed ex caporedattore (dal 1987 al 1998).
Dal 2001 al 2025, John K. Hewitt è stato caporedattore. Gli è succeduta Valerie Knopik (dal 2025 ad oggi).
Gli abstract delle riunioni annuali sono pubblicati sulla rivista.

## Indicizzazione
Gli abstract e gli articoli della rivista sono indicizzati da:  Biological Abstracts/BIOSIS Previews, CAB Abstracts, Current Awareness in Biological Sciences, Current Contents/Social & Behavioral Sciences and Life Sciences, Embase, PsycINFO, MEDLINE/PubMed, Science Citation Index Expanded, Scopus, Social Sciences Citation Index e The Zoological Record.
Secondo il Journal Citation Reports, nel 2023 la rivista ha ricevuto un fattore di impatto pari a 2.6.